# شاونیسی باربر
شاونیسی باربر (انگلیسی: Shawnacy Barber؛ زادهٔ ۲۷ مه ۱۹۹۴ - درگذشتهٔ ۱۷ ژانویه ۲۰۲۴) ورزشکار دو و میدانی اهل کانادا بود. وی برندهٔ مدال طلا در مسابقات جهانی پرش با نیزه شده بود.

## زندگی شخصی و درگذشت
باربر در سال ۲۰۱۷ به عنوان همجنسگرا آشکارسازی کرد. در سال ۲۰۲۴، در خانه‌اش در سن ۲۹ سالگی پس از یک دوره بیماری درگذشت.